# Haslingden
Haslingden è una cittadina di 16.849 abitanti del Lancashire, in Inghilterra.